# Список найдорожчих трансферів в історії футболу

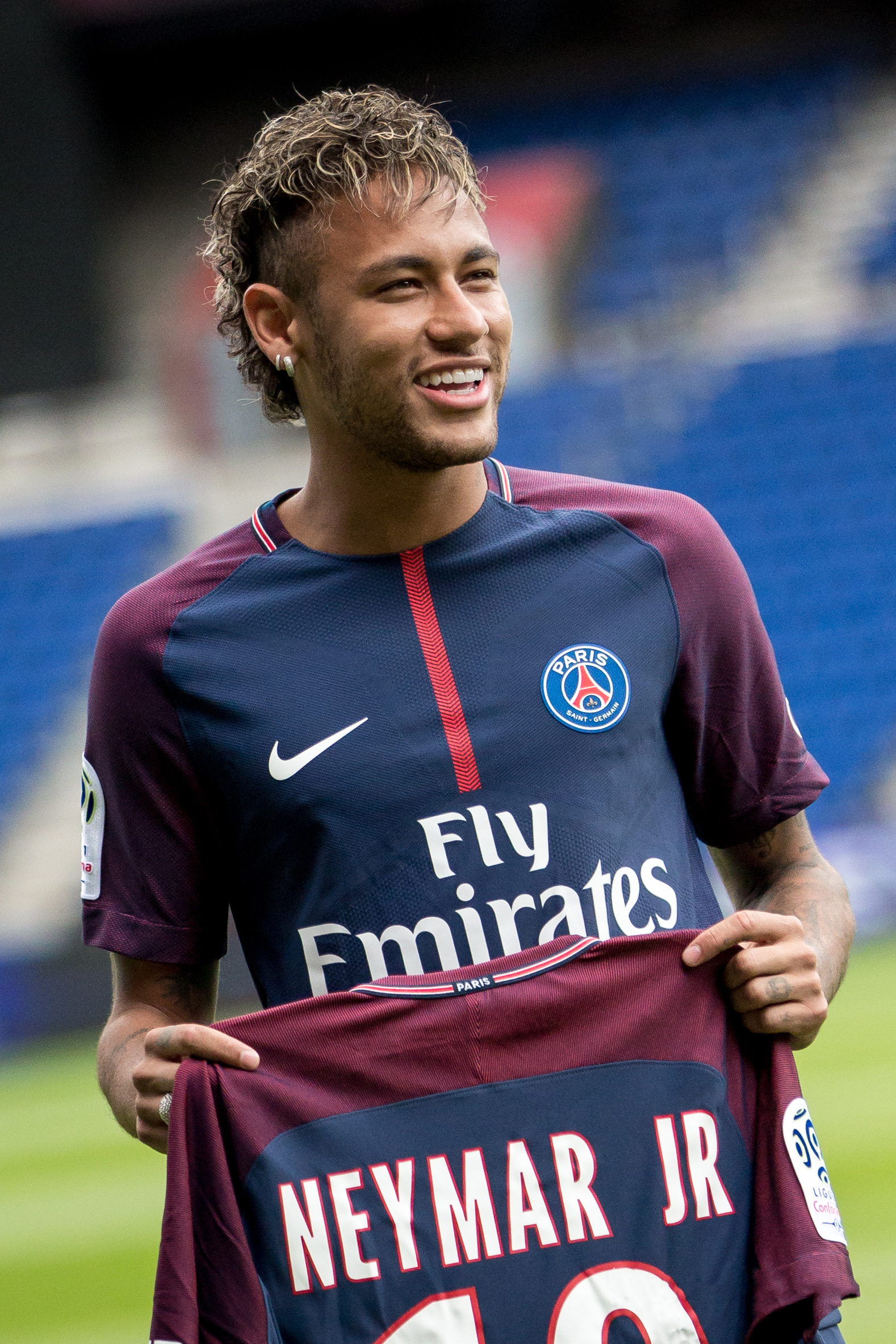
Неймар, наразі найдорожчий футболіст у світі

Футбольні трансфери — операції з купівлі та продажу гравців. Вартість гравця часто залежить не від об'єктивної оцінки його гри, а від того, на яку ціну домовляться між собою представники клубів.

## Історія
Першим гравцем, який коли-небудь переходив з одного клубу в інший став шотландський нападник Віллі Гровз, який в 1893 році, через вісім років після легалізації професіоналізму в спорті, перебрався з «Вест-Бромвіч Альбіон» в «Астон Віллу» за понад 100 фунтів стерлінгів.
Минуло всього дванадцять років і рекордний трансфер виріс у десять разів — 1905 року «Сандерленд» продав свого нападника Альфа Коммона в «Мідлсбро» за тисячу фунтів.
1928 року рекордний трансфер сягнув п'ятизначного числа. Головний тренер лондонського «Арсеналу» Герберт Чепмен вирішив придбати у «Болтона» інсайда Девіда Джека, але болтонці запросили за гравця 13 тис. фунтів, що вдвічі перевищувало попередній світовий рекорд — перехід Боба Келлі з «Бернлі» в «Сандерленд» за 6 500 фунтів. Чепмен обговорив цей трансфер з представниками «Болтона» в барі готелю, використовуючи наступну тактику: він пив разом з ними джин з тоніком, але в його напої не було джина, тоді як в напоях його співрозмовників був алкоголь. Напоївши їх, Чепмен домігся зниження ціни до 10 890 фунтів. Сер Чарльз Клегг, президент Футбольної асоціації Англії, дізнавшись про суму трансферу, виступив з офіційною заявою, в якому було сказано, що «жоден гравець в світі не коштує таких грошей». Багато хто вважав, що найкращі роки Джека, якому на той момент було вже 29 років, залишилися позаду. Проте в подальші роки Джек довів, що він вартий цих грошей. Чемпен пізніше зізнався Бобу Уоллу, що купівля Джека стала «однією з найкращих угод» в його житті.
Перший гравцем з-за меж Великої Британії, який побив трасферний рекорд, був Бернабе Феррейра, що перейшов з «Тігре» в «Рівер Плейт» за 32 тисячі аргентинських песо (23 тис. фунтів), за що «Рівер» отримав своє відоме прізвисько «Los millonarios» (Мильйонери). Цей рекорд тримався протягом 17 років, що є найтривалішим періодом без нового рекорду. Лише в березні 1949 рекорд упав, після того як «Манчестер Юнайтед» продав свого форварда Джонні Морріса в «Дербі Каунті» за 24 тис. фунтів.
Після цього рекорд був побитий ще сім разів в період з 1949 по 1961 рік, поки іспанець Луїс Суарес Мірамонтес не був проданий з «Барселони» в італійське «Інтернаціонале» за 250 мільйонів італійських лір (142 000 фунтів), ставши першим гравцем, який був коли-небудь проданий за більш ніж 100 тис. фунтів.
У 1968 році італієць П'єтро Анастазі став першим гравцем, за перехід якого заплатили понад 500 тис. фунтів, коли «Ювентус» купив його у «Варезе» за 650 мільйонів лір (500 тис. фунтів).
Вже через сім років його співвітчизник Джузеппе Савольді став першим гравцем у світі, за якого заплатили понад мільйон фунтів. Цим клубом стало «Наполі», яке придбало гравця у «Болоньї» за 2 мільярди італійських лір (1,2 млн фунтів).
Першим гравцем, який двічі бив світовий рекорд з трансферів став Дієго Марадона. Його перехід з «Боки Хуніорс» в «Барселону» за 3 млн фунтів встановив новий світовий рекорд, а потім перехід Марадони в «Наполі» за 5 мільйонів у 1984 році побив його ж попереднє досягнення.
Протягом 61 дня літа 1992 року рекорд трансферу було побито аж три рази. Причому в усіх переходах брали участь італійські клуби. Спочатку Жан-П'єр Папен перейшов з «Марселя» в «Мілан» за 10 млн фунтів, ставши першим гравцем в історії, за якого заплатили восьмизначну суму. Майже відразу конкурент міланців «Ювентус» перевищив рекорд підписанням Джанлуки Віаллі у «Сампдорії» за 12 мільйонів, проте «Мілан» майже миттєво повернув собі рекорд, підписавши гравця «Торіно» Джанлуїджі Лентіні за 13 мільйонів, який тримався протягом трьох наступних років.
Другим гравцем, що також двічі ставав найдорожчим, був Роналду, який за рекордну суму в 13,2 млн фунтів перейшов з ПСВ в «Барселону». Майже відразу його рекорд був побитий Аланом Ширером, з якого «Ньюкасл Юнайтед» влітку того ж року заплатив 15 мільйонів фунтів. Проте через рік італійське «Інтернаціонале» викупило Роналду за 19,5 мільйонів фунтів і він знову став гравцем з найвищою трансферною вартістю.
Рекорд «зубаня» у 1998 році шляхом побив його співвітчизник Денілсон, зо перейшов з «Сан-Паулу» в іспанський «Реал Бетіс» за 21 млн фунтів.
У 1999 і 2000 роках італійські клуби повернули собі рекорд: спочатку Крістіан Вієрі за 32,1 млн фунтів перейшов з «Лаціо» в «Інтернаціонале», після чого наступного року Ернан Креспо перейшов за 35 мільйонів з «Парми» до «Лаціо».
Проте другий рекорд протримався лише два тижні, після чого його побив Луїш Фіґу, який за 37 млн фунтів перейшов з «Барселони» до складу їх головних конкурентів клубу «Реал Мадрид». У подальшому «Реал» утримував рекорд до 2016 року, причому за цей час чотири рази перевершуючи власні суми. Спочатку Зінедін Зідан у 2001 році перейшов за 46 мільйонів фунтів з «Ювентуса», потім в червні 2009 року «вершкові» купили за 56 млн фунтів Кака, а наступного місяця до мадридців перейшов Кріштіану Роналду з «Манчестер Юнайтед» за 80 мільйонів. Вчетверте поспіль королівський клуб побив власний рекорд в 2013 році, коли купив Гарета Бейла з «Тоттенгем Готспур» за 86 млн фунтів, при цьому валієць став першим гравцем, за якого заплатили 100 мільйонів євро.
8 серпня 2016 року Поль Погба припинив дію рекордам «Реалу» після того як повернувся в свій перший клуб, «Манчестер Юнайтед», який заплатив за француза 105 млн євро (89 млн фунтів).

## ТОП-100 рекордних трансферів
Інформація актуальна до 25 жовтня 2023 року
Гравці, які все ще грають за команду, виділені жирним шрифтом
Курсивом виділено гравців, які вже завершили кар'єру
| Місто | Гравець              | Звідки                  | Куди              | Позиція     | Ціна (млн євро) | Рік  | Народження |
| ----- | -------------------- | ----------------------- | ----------------- | ----------- | --------------- | ---- | ---------- |
| 1.    | Неймар               | Барселона               | Парі Сен-Жермен   | Нападник    | €222            | 2017 | 1992       |
| 2.    | Кіліан Мбаппе        | Монако                  | Парі Сен-Жермен   | Нападник    | €180            | 2018 | 1998       |
| 3.    | Філіппе Коутінью     | Ліверпуль               | Барселона         | Півзахисник | €135            | 2018 | 1992       |
| 3.    | Усман Дембеле        | Боруссія Дортмунд       | Барселона         | Нападник    | €135            | 2017 | 1997       |
| 5.    | Жуан Фелікс          | Бенфіка                 | Атлетіко Мадрид   | Нападник    | €127,2          | 2019 | 1999       |
| 6.    | Енцо Фернандес       | Бенфіка                 | Челсі             | Півзахисник | €121            | 2023 | 2001       |
| 7.    | Антуан Грізманн      | Атлетіко Мадрид         | Барселона         | Нападник    | €120            | 2019 | 1991       |
| 8.    | Джек Гріліш          | Астон Вілла             | Манчестер Сіті    | Нападник    | €117,5          | 2021 | 1995       |
| 9.    | Кріштіану Роналду    | Реал Мадрид             | Ювентус           | Нападник    | €117            | 2018 | 1985       |
| 10.   | Деклан Райс          | Вест Гем Юнайтед        | Арсенал           | Півзахисник | €116,6          | 2023 | 1999       |
| 11.   | Мойсес Кайседо       | Брайтон                 | Челсі             | Півзахисник | €116            | 2023 | 2001       |
| 12.   | Еден Азар            | Челсі                   | Реал Мадрид       | Нападник    | €115            | 2019 | 1991       |
| 13.   | Ромелу Лукаку        | Інтер                   | Челсі             | Нападник    | €113            | 2021 | 1993       |
| 14.   | Поль Погба           | Ювентус                 | Манчестер Юнайтед | Півзахисник | €105            | 2016 | 1993       |
| 15.   | Джуд Беллінгем       | Боруссія Дортмунд       | Реал Мадрид       | Півзахисник | €103            | 2023 | 2003       |
| 16.   | Гарет Бейл           | Тоттенгем Готспур       | Реал Мадрид       | Нападник    | €101            | 2013 | 1989       |
| 17.   | Гаррі Кейн           | Тоттенгем Готспур       | Баварія Мюнхен    | Нападник    | €100            | 2023 | 1993       |
| 18.   | Рандаль Коло Муані   | Айнтрахт                | Парі Сен-Жермен   | Нападник    | €95             | 2023 | 1998       |
| 18.   | Антоні               | Аякс                    | Манчестер Юнайтед | Нападник    | €95             | 2022 | 2000       |
| 20.   | Кріштіану Роналду    | Манчестер Юнайтед       | Реал Мадрид       | Нападник    | €94             | 2009 | 1985       |
| 21.   | Неймар               | Парі Сен-Жермен         | Аль-Гіляль        | Нападник    | €90             | 2023 | 1992       |
| 21.   | Йошко Гвардіол       | РБ Лейпциг              | Манчестер Сіті    | Захисник    | €90             | 2023 | 2002       |
| 21.   | Гонсало Ігуаїн       | Наполі                  | Ювентус           | Нападник    | €90             | 2016 | 1987       |
| 24.   | Неймар               | Сантус                  | Барселона         | Нападник    | €88             | 2013 | 1992       |
| 25.   | Гаррі Магвайр        | Лестер Сіті             | Манчестер Юнайтед | Захисник    | €87             | 2019 | 1993       |
| 26.   | Френкі де Йонг       | Аякс                    | Барселона         | Півзахисник | €86             | 2019 | 1997       |
| 27.   | Маттейс де Лігт      | Аякс                    | Ювентус           | Захисник    | €85,5           | 2019 | 1999       |
| 28.   | Джейдон Санчо        | Боруссія Дортмунд       | Манчестер Юнайтед | Нападник    | €85             | 2021 | 2000       |
| 29.   | Ромелу Лукаку        | Евертон                 | Манчестер Юнайтед | Нападник    | €84,7           | 2017 | 1993       |
| 30.   | Вірджил ван Дейк     | Саутгемптон             | Ліверпуль         | Захисник    | €84,65          | 2018 | 1991       |
| 31.   | Луїс Суарес          | Ліверпуль               | Барселона         | Нападник    | €81,72          | 2014 | 1987       |
| 32.   | Душан Влахович       | Фіорентіна              | Ювентус           | Нападник    | €81,6           | 2022 | 2000       |
| 33.   | Артур Мело           | Барселона               | Ювентус           | Півзахисник | €80,6           | 2020 | 1996       |
| 34.   | Веслі Фофана         | Лестер Сіті             | Челсі             | Захисник    | €80,4           | 2022 | 2000       |
| 35.   | Орельєн Чуамені      | Монако                  | Реал Мадрид       | Півзахисник | €80             | 2022 | 2000       |
| 35.   | Дарвін Нуньєс        | Бенфіка                 | Ліверпуль         | Нападник    | €80             | 2022 | 1999       |
| 35.   | Кай Гаверц           | Баєр 04 Леверкузен      | Челсі             | Півзахисник | €80             | 2020 | 1999       |
| 35.   | Лукас Ернандес       | Атлетіко Мадрид         | Баварія Мюнхен    | Захисник    | €80             | 2019 | 1996       |
| 35.   | Ніколя Пепе          | Лілль                   | Арсенал           | Нападник    | €80             | 2019 | 1995       |
| 35.   | Кепа Аррісабалага    | Атлетік Більбао         | Челсі             | Воротар     | €80             | 2018 | 1994       |
| 41.   | Зінедін Зідан        | Ювентус                 | Реал Мадрид       | Півзахисник | €77,5           | 2001 | 1972       |
| 42.   | Кевін Де Брейне      | Вольфсбург              | Манчестер Сіті    | Півзахисник | €76             | 2015 | 1991       |
| 43.   | Расмус Гойлунн       | Аталанта                | Манчестер Юнайтед | Нападник    | €75             | 2023 | 2003       |
| 43.   | Кай Гаверц           | Челсі                   | Арсенал           | Півзахисник | €75             | 2023 | 1999       |
| 43.   | Віктор Осімген       | Лілль                   | Наполі            | Нападник    | €75             | 2020 | 1998       |
| 43.   | Хамес Родрігес       | Монако                  | Реал Мадрид       | Півзахисник | €75             | 2014 | 1991       |
| 43.   | Анхель Ді Марія      | Реал Мадрид             | Манчестер Юнайтед | Нападник    | €75             | 2014 | 1988       |
| 48.   | Ромелу Лукаку        | Манчестер Юнайтед       | Інтер             | Нападник    | €74             | 2019 | 1993       |
| 49.   | Тома Лемар           | Монако                  | Атлетіко Мадрид   | Півзахисник | €72             | 2018 | 1995       |
| 50.   | Рубен Діаш           | Бенфіка                 | Манчестер Сіті    | Захисник    | €71,6           | 2020 | 1997       |
| 51.   | Каземіро             | Реал Мадрид             | Манчестер Юнайтед | Півзахисник | €70,65          | 2022 | 1992       |
| 52.   | Домінік Собослаї     | РБ Лейпциг              | Ліверпуль         | Півзахисник | €70             | 2023 | 2000       |
| 52.   | Михайло Мудрик       | Шахтар                  | Челсі             | Півзахисник | €70             | 2023 | 2001       |
| 52.   | Александр Ісак       | Реал Сосьєдад           | Ньюкасл Юнайтед   | Нападник    | €70             | 2022 | 1999       |
| 52.   | Родріго Ернандес     | Атлетіко Мадрид         | Манчестер Сіті    | Півзахисник | €70             | 2019 | 1996       |
| 56.   | Златан Ібрагімович   | Інтер                   | Барселона         | Нападник    | €69,5           | 2009 | 1981       |
| 57.   | Ашраф Хакімі         | Інтер                   | Парі Сен-Жермен   | Захисник    | €68             | 2021 | 1998       |
| 58.   | Ріяд Махрез          | Лестер Сіті             | Манчестер Сіті    | Нападник    | €67,8           | 2018 | 1991       |
| 59.   | Маттейс де Лігт      | Ювентус                 | Баварія Мюнхен    | Захисник    | €67             | 2022 | 1999       |
| 59.   | Кака                 | Мілан                   | Реал Мадрид       | Півзахисник | €67             | 2009 | 1982       |
| 61.   | Альваро Мората       | Реал Мадрид             | Челсі             | Нападник    | €66             | 2017 | 1992       |
| 62.   | Марк Кукурелья       | Брайтон                 | Челсі             | Захисник    | €65,3           | 2022 | 1998       |
| 63.   | Бруну Фернандіш      | Спортінг Лісабон        | Манчестер Юнайтед | Півзахисник | €65             | 2020 | 1994       |
| 63.   | Жуан Канселу         | Ювентус                 | Манчестер Сіті    | Захисник    | €65             | 2019 | 1994       |
| 63.   | Емерік Лапорт        | Атлетік Більбао         | Манчестер Сіті    | Захисник    | €65             | 2018 | 1994       |
| 66.   | Едінсон Кавані       | Наполі                  | Парі Сен-Жермен   | Нападник    | €64,5           | 2013 | 1987       |
| 67.   | Мейсон Маунт         | Челсі                   | Манчестер Юнайтед | Півзахисник | €64,2           | 2023 | 1999       |
| 68.   | Сандро Тоналі        | Мілан                   | Ньюкасл Юнайтед   | Півзахисник | €64             | 2023 | 2000       |
| 68.   | Крістіан Пулишич     | Боруссія Дортмунд       | Челсі             | Нападник    | €64             | 2019 | 1998       |
| 70.   | П'єр-Емерік Обамеянг | Боруссія Дортмунд       | Арсенал           | Нападник    | €63,75          | 2018 | 1989       |
| 71.   | Рахім Стерлінг       | Ліверпуль               | Манчестер Сіті    | Нападник    | €63,7           | 2015 | 1994       |
| 72.   | Лука Йович           | Айнтрахт                | Реал Мадрид       | Нападник    | €63             | 2019 | 1997       |
| 72.   | Анхель Ді Марія      | Манчестер Юнайтед       | Парі Сен-Жермен   | Півзахисник | €63             | 2015 | 1988       |
| 74.   | Аліссон Беккер       | Рома                    | Ліверпуль         | Воротар     | €62,5           | 2018 | 1992       |
| 75.   | Ромео Лавія          | Саутгемптон             | Челсі             | Півзахисник | €62,1           | 2023 | 2004       |
| 76.   | Матеуш Нуньєш        | Вулвергемптон Вондерерз | Манчестер Сіті    | Півзахисник | €62             | 2023 | 1998       |
| 76.   | Тангі Ндомбеле       | Олімпік Ліон            | Тоттенгем Готспур | Півзахисник | €62             | 2019 | 1996       |
| 78.   | Жеремі Доку          | Ренн                    | Манчестер Сіті    | Нападник    | €60             | 2023 | 2002       |
| 78.   | Отавіо               | Порту                   | Ан-Наср           | Півзахисник | €60             | 2023 | 1995       |
| 78.   | Малком               | Зеніт                   | Аль-Гіляль        | Півзахисник | €60             | 2023 | 1997       |
| 78.   | Мануель Угарте       | Спортінг Лісабон        | Парі Сен-Жермен   | Півзахисник | €60             | 2023 | 2001       |
| 78.   | Крістофер Нкунку     | РБ Лейпциг              | Челсі             | Нападник    | €60             | 2023 | 1997       |
| 78.   | Ерлінг Голанн        | Боруссія Дортмунд       | Манчестер Сіті    | Нападник    | €60             | 2022 | 2000       |
| 78.   | Міралем П'янич       | Ювентус                 | Барселона         | Півзахисник | €60             | 2020 | 1990       |
| 78.   | Набі Кейта           | РБ Лейпциг              | Ліверпуль         | Півзахисник | €60             | 2018 | 1995       |
| 78.   | Дієго Коста          | Челсі                   | Атлетіко Мадрид   | Нападник    | €60             | 2018 | 1988       |
| 78.   | Оскар дос Сантус     | Челсі                   | Шанхай Порт       | Півзахисник | €60             | 2017 | 1991       |
| 78.   | Антоні Марсьяль      | Монако                  | Манчестер Юнайтед | Нападник    | €60             | 2015 | 1995       |
| 78.   | Луїш Фігу            | Барселона               | Реал Мадрид       | Півзахисник | €60             | 2000 | 1972       |
| 90.   | Фред                 | Шахтар                  | Манчестер Юнайтед | Півзахисник | €59             | 2018 | 1993       |
| 91.   | Бен Вайт             | Брайтон                 | Арсенал           | Захисник    | €58,5           | 2021 | 1997       |
| 91.   | Фернандо Торрес      | Ліверпуль               | Челсі             | Нападник    | €58,5           | 2011 | 1984       |
| 93.   | Рафінья              | Лідс Юнайтед            | Барселона         | Нападник    | €58             | 2022 | 1996       |
| 93.   | Рішарлісон           | Евертон                 | Тоттенгем Готспур | Нападник    | €58             | 2022 | 1997       |
| 95.   | Бенжамен Манді       | Монако                  | Манчестер Сіті    | Захисник    | €57,5           | 2017 | 1993       |
| 96.   | Лісандро Мартінес    | Аякс                    | Манчестер Юнайтед | Захисник    | €57,37          | 2022 | 1998       |
| 97.   | Жоржиньйо            | Наполі                  | Челсі             | Півзахисник | €57             | 2018 | 1991       |
| 98.   | Ернан Креспо         | Парма                   | Лаціо             | Нападник    | €56,81          | 2000 | 1975       |
| 99.   | Рахім Стерлінг       | Манчестер Сіті          | Челсі             | Нападник    | €56,2           | 2022 | 1994       |
| 100.  | Галк                 | Зеніт                   | Шанхай Порт       | Нападник    | €55,8           | 2016 | 1986       |

## Список рекордних трансферів по роках
Інформація актуальна до 30 жовтня 2023 року
| Рік  | Футболіст         | Звідки            | Куди              | Позиція     | Ціна (€)    |
| ---- | ----------------- | ----------------- | ----------------- | ----------- | ----------- |
| 1999 | Крістіан В'єрі    | Лаціо             | Інтернаціонале    | Нападник    | 46,480,000  |
| 2000 | Луїш Фігу         | Барселона         | Реал Мадрид       | Півзахисник | 60,000,000  |
| 2001 | Зінедін Зідан     | Ювентус           | Реал Мадрид       | Півзахисник | 77,500,000  |
| 2002 | Ріо Фердінанд     | Лідс Юнайтед      | Манчестер Юнайтед | Захисник    | 46,000,000  |
| 2003 | Девід Бекхем      | Манчестер Юнайтед | Реал Мадрид       | Півзахисник | 37,500,000  |
| 2004 | Дідьє Дрогба      | Олімпік Марсель   | Челсі             | Нападник    | 38,500,000  |
| 2005 | Майкл Ессьєн      | Олімпік Ліон      | Челсі             | Півзахисник | 38,000,000  |
| 2006 | Андрій Шевченко   | Мілан             | Челсі             | Нападник    | 43,880,000  |
| 2007 | Фернандо Торрес   | Атлетіко Мадрид   | Ліверпуль         | Нападник    | 38,000,000  |
| 2008 | Робінью           | Реал Мадрид       | Манчестер Сіті    | Нападник    | 43,000,000  |
| 2009 | Кріштіану Роналду | Манчестер Юнайтед | Реал Мадрид       | Нападник    | 94,000,000  |
| 2010 | Фернандо Торрес   | Ліверпуль         | Челсі             | Нападник    | 58,500,000  |
| 2011 | Хав'єр Пасторе    | Палермо           | Парі Сен-Жермен   | Півзахисник | 42,000,000  |
| 2012 | Тіагу Сілва       | Мілан             | Парі Сен-Жермен   | Захисник    | 42,000,000  |
| 2013 | Гарет Бейл        | Тоттенгем Готспур | Реал Мадрид       | Нападник    | 101,000,000 |
| 2014 | Луїс Суарес       | Ліверпуль         | Барселона         | Нападник    | 81,720,000  |
| 2015 | Кевін Де Брейне   | Вольфсбург        | Манчестер Сіті    | Півзахисник | 76,000,000  |
| 2016 | Поль Погба        | Ювентус           | Манчестер Юнайтед | Півзахисник | 105,000,000 |
| 2017 | Неймар            | Барселона         | Парі Сен-Жермен   | Нападник    | 222,000,000 |
| 2018 | Кіліан Мбаппе     | Монако            | Парі Сен-Жермен   | Нападник    | 180,000,000 |
| 2019 | Жуан Фелікс       | Бенфіка           | Атлетіко Мадрид   | Нападник    | 127,200,000 |
| 2020 | Артур Мело        | Барселона         | Ювентус           | Півзахисник | 80,600,000  |
| 2021 | Джек Гріліш       | Астон Вілла       | Манчестер Сіті    | Нападник    | 117,500,000 |
| 2022 | Енцо Фернандес    | Бенфіка           | Челсі             | Півзахисник | 121,000,000 |
| 2023 | Деклан Райс       | Вест Гем Юнайтед  | Арсенал           | Півзахисник | 116,600,000 |

## Статистика

### За країною
| Країна     | Гравців | Продажів | Купівель |
| ---------- | ------- | -------- | -------- |
| Англія     | 12      | 16       | 15       |
| Італія     | 8       | 14       | 18       |
| Аргентина  | 5       | 3        | 1        |
| Бразилія   | 3       | 1        | 0        |
| Франція    | 3       | 1        | 0        |
| Шотландія  | 2       | 1        | 1        |
| Нідерланди | 2       | 3        | 0        |
| Уельс      | 2       | 0        | 0        |
| Португалія | 2       | 0        | 0        |
| Іспанія    | 1       | 4        | 8        |
| Уругвай    | 1       | 1        | 0        |
| Данія      | 1       | 0        | 0        |
| Швеція     | 1       | 0        | 0        |

### За конфедераціями
| Конфедерація | Гравців | Продажів | Купівель |
| ------------ | ------- | -------- | -------- |
| УЄФА         | 35      | 39       | 43       |
| КОНМЕБОЛ     | 9       | 5        | 1        |

## Виноски
A. a  Вебсайт ФК Ювентус повідомляє, що загальна сума становила рівно 150 мільярдів лір. Фінансовий звіт ФК Ювентус за 2002 рік описує це як приблизно € 75 млн. Використовуючи офіційний курс ліри до фунта стерлінга за той час (9 липня 2001 року) це £ 46 589 576,90, проте в Британії називали різні суми між £ 46 і £ 47 млн.
B. b  Для порівняння цей список використовує суму трансферу в британських фунтах в момент передачі. Плата за Зідана в 2001 році складала 150 млрд лір, що еквівалентно € 77,5 млн. Втім вартість трансферу Кака в розмірі € 65 млн, що відбувся вісім років по тому, 2009 року не можна порівнювати з трансферною ціною Зідана в євровалюті, оскільки вони відрізняються від інших одиниць валюти, і повинні бути переведені в першу чергу в фунт стерлінгів.
C. c  Конверсія британських журналістів; фактична сума угоди склала € 94 млн.
D. d  Сума трансферу Гарета Бейла склала рівно € 100 млн. Переведення з євро в фунти було зроблено британськими ЗМІ, які визначали ціну в £ 85,3 млн
.